# Navarco

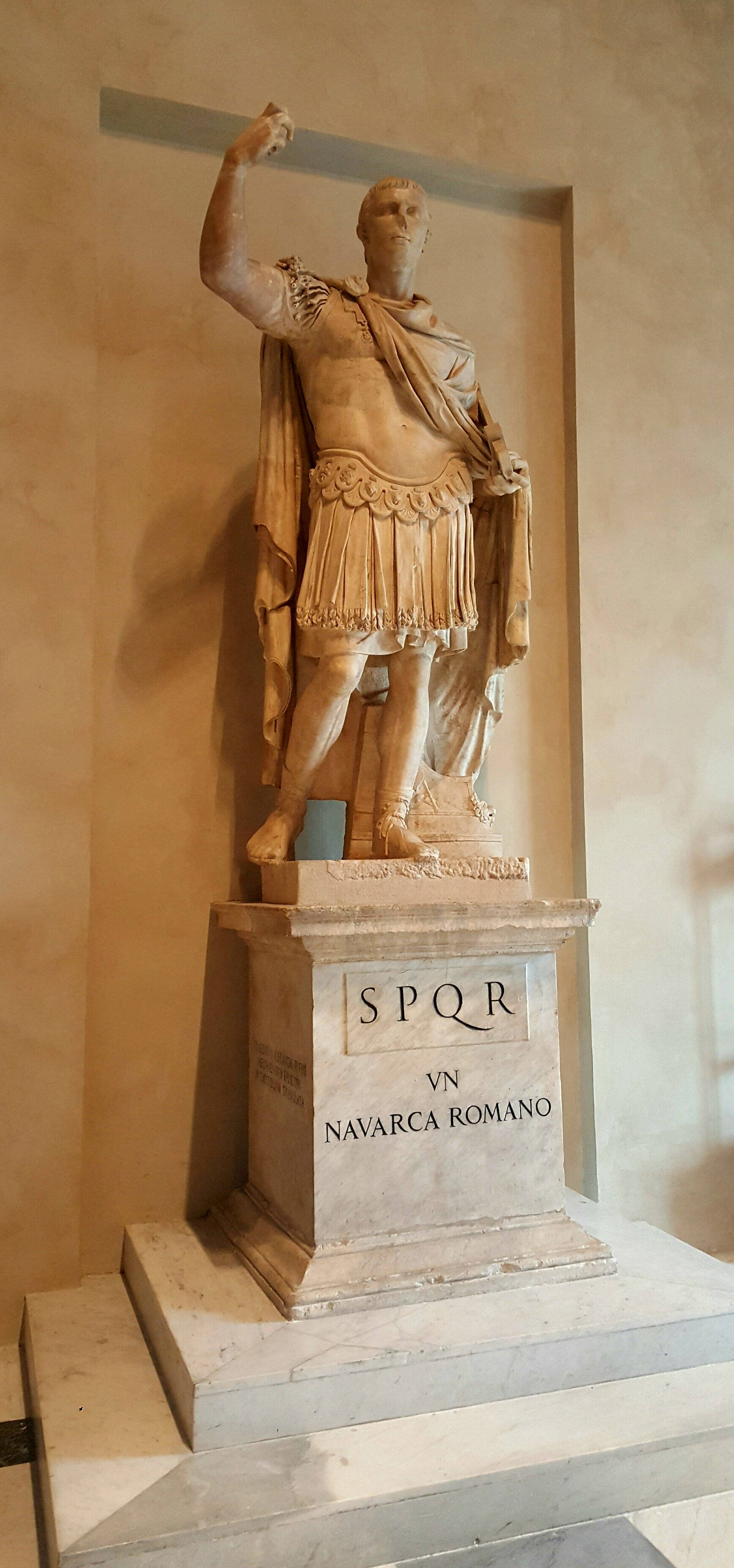
Statua del navarca romano a Roma in Aula Giulio Cesare del Palazzo Senatorio

Il navarco o navarca (in greco antico: ναύαρχος?, náuarchos, plurale náuarchoi da ναῦς naus, "nave", e ἀρχή arkhê, "comando"; in latino navarcus), nelle polis greche, era il capo della flotta militare; il termine fu poi ripreso in epoca romana, usandolo per definire coloro che comandavano più navi.

## Antica Grecia
Ruolo e caratteristiche dell'incarico variavano a seconda delle leggi delle singole polis. Mentre a Sparta era una carica annuale e di ampi poteri, non solo per le operazioni in mare, ad Atene nell'età classica il ruolo del comando navale faceva parte del mandato dello strategos.
Tra i nàuarkhos spartani Euribìade (in greco antico: Εὐρυβιάδης?, Eurybiădes), che nel 480 a.C. durante la seconda guerra persiana comandò la flotta alleata dei Greci nella battaglia di Capo Artemisio contro i Persiani e poi alla battaglia di Salamina, opponendosi al disegno di Temistocle di tagliar la ritirata ai Persiani; Mnasìppo (in greco antico: Μνάσιππος?, Mnasìppos) nel 373 a.C. fu inviato a Corcira per riconquistarla alla influenza spartana e sottrarla a quella ateniese: il blocco di Corcira si risolse però in un insuccesso e nel 372 a.C. lo stesso Mnasìppo cadde durante una sortita dei Corciresi, mentre Pisandro nel 394 a.C. nella battaglia di Cnido fu sbaragliato con i suoi dalla flotta ateniese-fenicia guidata da Conone e da Farnabazo.
Nel periodo successivo, all'epoca dei regni ellenistici (a partire da III secolo a.C.), il termine perse il suo significato originale di incarico militare ufficiale, limitandosi a indicare genericamente il comandante di una nave.

## Antica Roma
Il termine fu poi utilizzato anche in epoca romana (il navarchus), come ci racconta Vegezio, il quale li definiva comandanti di più navi, che dovevano avere grande attenzione e capacità di comando dell'equipaggio delle unità naviganti. Vale la pena ricordare che il navarcus faceva parte del terzo gradino di comando di una flotta romana. Al primo posto vi era il praefectus classis, ovvero il comandante della flotta, dove il praefectus classis Misenensis rappresentava il posto di comando più ambito, insieme al praefectus classis Ravennatis, rispetto a quelli provinciali. Da Domiziano fu istituito il subpraefectus classis ovvero il viceprefetto. Ed infine troviamo il navarchus princeps, comandante di diversi squadroni (decine di navi), equivalente nella legione romana al primus pilus; ed infine vi era il navarchus, comandante di un distaccamento della flotta-madre (o comunque di una nave), formato normalmente da dieci navi, aveva il compito di addestrare timonieri, rematori e soldati;

## Grecia moderna

Insegna di Navarco

Nella Marina greca il grado di Navarchos (greco: Ναύαρχος) è attualmente il più alto grado della gerarchia militare, corrispondente al grado di ammiraglio e viene assegnato al capo di stato maggiore delle forze armate greche se proveniente dai ranghi della Marina.
Il grado superiore al grado di Navarchos era quello di Archinávarchos (Αρχιναύαρχος) detto anche Stolarchis (Στολάρχης), titolo puramente onorifico, equivalente a grande ammiraglio o ammiraglio della flotta, non più esistente, la cui titolarità era riservata ai monarchi greci fino all'abolizione della monarchia nel 1974 corrispondente all'Archinávarchos (αρχιναύαρχος) della Grecia classica. Gli unici titolari del rango furono Giorgio II, Paolo e Costantino.
Nella gerarchia militare della marina greca i gradi degli ufficiali generali inferiori a Navarchos sono Antinavarchos (Αντιναύαρχος) e  Yponavarchos (Υποναύαρχος) e corrispondenti a viceammiraglio e retroammiraglio delle marine di tradizione britannica. Il grado di Archiploiarchos (Αρχιπλοίαρχος), immediatamente inferiore ad Antinavarchos e immediatamente superiore a Ploiarchos (Πλοίαρχος) corrisponde al grado di commodoro delle marine di tradizione britanniche.

### Distintivi di grado dal 1973
| Codice NATO            | OF-9                           | OF-8                           | OF-7                        | OF-6 |
| ---------------------- | ------------------------------ | ------------------------------ | --------------------------- | ---- |
| Grecia                 |                                |                                |                             |      |
| Ναύαρχος               | Αντιναύαρχος                   | Υποναύαρχος                    | Αρχιπλοίαρχος               |      |
| Navarchos (Ammiraglio) | Antinavarchos (Viceammiraglio) | Yponavarchos (Retroammiraglio) | Archiploiarchos (Commodoro) |      |

### Distintivi di grado del Regno di Grecia
Nella storia moderna della Grecia nelle forze armate greche in epoca monarchica, titoli omologhi ad Archinávarchos sono stati Aitherárchis (greco: Αιθεράρχης) nell'Aeronautica e Stratarchis (greco: στρατάρχης) nell'Esercito ellenico, titoli che venivano conferiti unicamente ai monarchi greci. Solamente nell'Esercito greco vi fu un unico ufficiale ad essere stato insignito del grado di Stratarca, il generale Alexander Papagos il 28 ottobre 1949 come riconoscimento dei suoi servizi durante l'invasione italiana della Grecia nel corso della seconda guerra mondiale e nella guerra civile greca.
| Codice NATO                              | OF-10                  | OF-9                           | OF-8                           | OF-7                        | OF-6 |
| ---------------------------------------- | ---------------------- | ------------------------------ | ------------------------------ | --------------------------- | ---- |
| Grecia                                   |                        |                                |                                |                             |      |
| Αρχιναύαρχος                             | Ναύαρχος               | Αντιναύαρχος                   | Υποναύαρχος                    | Αρχιπλοίαρχος               |      |
| Archinávarchos (ammiraglio della flotta) | Navarchos (Ammiraglio) | Antinavarchos (Viceammiraglio) | Yponavarchos (Retroammiraglio) | Archiploiarchos (Commodoro) |      |